# Парламентские выборы на Бермудских Островах (2017)
Парламентские выборы на Бермудских Островах прошли 18 июля 2017 года. На них избирались 36 депутатов Палаты собраний, нижней палаты парламента Бермуд. В результате победу одержало оппозиционная Прогрессивная лейбористская партия, получив 24 из 36 мест парламента. После поражения премьер-министр Майкл Данкли ушёл с поста лидера Альянса Единая Бермуда. Неожиданностью стало, что даже Боб Ричардс, старший министр уходящего правительства и заместитель Данкли, потерял место в своём округе.

## Контекст выборов
Очередные парламентские выборы должны были проходить до мая 2018 года. Однако после того, как Альянс потерял большинство в парламенте после ухода из партийной фракции двух депутатов, Прогрессивная лейбористская партия инициировала вотум недоверия правительству, который планировался на 9 июня. Не дожидаясь голосования, 8 июня 2017 года Данкли сам попросил губернатора распустить парламент и объявить досрочные выборы 18 июля.

## Результаты
| Партия                                                                                    | Голоса | %     | Места | +/– |
| ----------------------------------------------------------------------------------------- | ------ | ----- | ----- | --- |
| Прогрессивная лейбористская партия                                                        | 20 059 | 58,89 | 24    | +7  |
| Альянс Единая Бермуда                                                                     | 13 832 | 40,61 | 12    | –7  |
| Независимые                                                                               | 169    | 0,50  | 0     | 0   |
| Недействительных/пустых бюллетеней                                                        | 0      | –     | –     | –   |
| Всего                                                                                     | 34 060 | 100   | 36    | 0   |
| Зарегистрированных избирателей / Явка                                                     | 46 669 | 72,98 | –     | –   |
| Источник: Парламентская регистратура Архивная копия от 25 октября 2017 на Wayback Machine |        |       |       |     |